# Sandridge (Wiltshire)
Sandridge – wieś w Anglii, w hrabstwie Wiltshire. Leży 41 km na północny zachód od miasta Salisbury i 138 km na zachód od Londynu.